# Aleksei Haruzin
Aleksei Nikolaevici Haruzin (în rusă Алексей Николаевич Харузин; n. 29 februarie 1864 – d. 8 mai 1932) a fost un om de stat, antropolog și etnograf rus, guvernator al Basarabiei între anii 1904 – 1908.

## Biografie

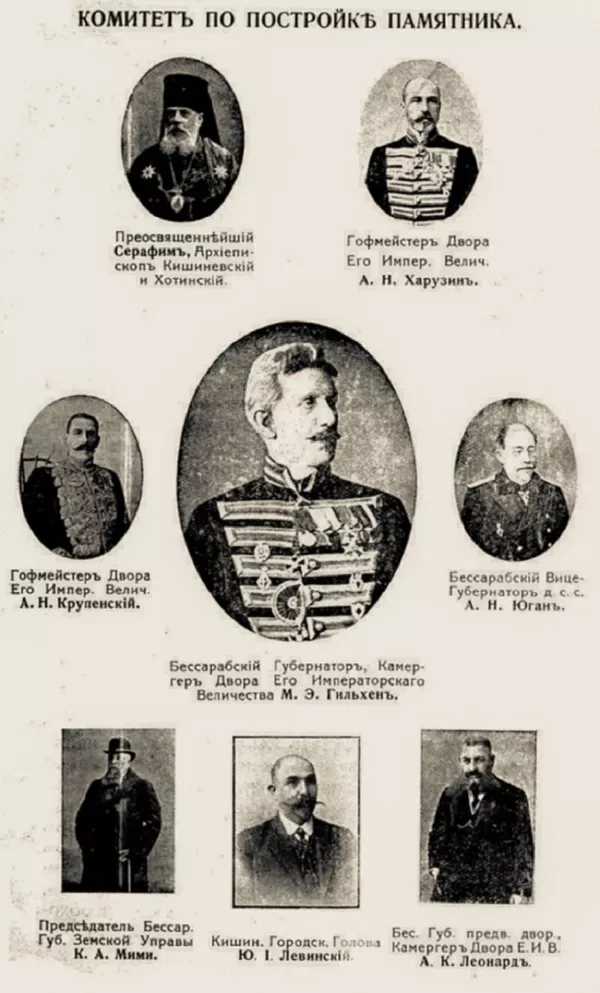
Membrii comisiei pentru construirea monumentului lui Alexandru I la Chișinău, 1911. În ordinea acelor de ceasornic: Serafim, arhipiescopul de Chișinău și Hotin, Aleksei Haruzin, Aleksandr Iugan, vice-guvernator al Basarabiei, Aleksandr Leonard, conducător al nobilimii basarabene, Iulian Levinski, primarul de Chișinău, Constantin Mimi, latifundiar basarabean, Aleksandr Krupensky, mareșal al nobilimii din Basarabia și guvernatorul Basarabiei, Mihail Ghilhen în prim-plan.

Haruzin sa născut în Reval (în prezent Tallinn, Estonia) într-o familie de comercianți ruși. Între 1873 și 1883, a studiat la gimnaziul din Reval. Mai târziu a absolvit Facultatea de Fizică și Matematică a Universității din Moscova. Societatea imperială a Naturii și Științei l-a trimis în numeroase misiuni în Caucazul de Sud, Crimeea, Marea Egee și Asia Centrală. În 1889, a devenit un emisar rus al societății geografice în Bosnia și Herțegovina. Între 1889 și 1891, a fost un editor al jurnalului Departamentului imperial de Antropologie.
În 1891, Haruzin a fost numit asistent special al guvernatorului de Estlanda și mai târziu, secretar al comitetului țărănesc, organul gubernatorial pentru afacerile țărănești. În 1902, a fost numit șef al biroului guvernatorului de Vilno.
Între 1904 și 1908, a ocupat postul de guvernator al Basarabiei, iar mai târziu a fost director al Departamentului pentru Afaceri Religioase ale credințelor străine. În 1911, a devenit ministru-adjunct al Afacerilor Interne ale imperiului.
Spre deosebire de mulți ruși de rang înalt, Haruzin nu a ales să emigreze după Revoluția din Octombrie din 1917. El a lucrat la baza agricolă Șatilov pe care a creat-o lângă Tver. În 1924, sa întors la Moscova, unde a fost angajat ca profesor de grădinărit la Colegiul Politehnic Agricol.
În 1927, Haruzin a fost arestat de Administrația Politică de Stat, dar a fost eliberat curând fără vreo învinuire. În 1931, a fost arestat pentru a doua oară, împreună cu fiul său Vsevolod pentru presupusa „propagandă anti-sovietică”. La 3 aprilie 1932, Consiliul Special al NKVD la găsit vinovat și la condamnat la trei ani de exil. O lună mai târziu, Haruzin murit în închisoarea Butîrka⁠(en)[traduceți] din cauza insuficienței cardiace.